# Clay Bank (ławica)
Clay Bank – ławica (bank) w kanadyjskiej prowincji Nowa Szkocja, w hrabstwie Shelburne, u północnych wybrzeży wyspy McNutts Island (43°38′56″N, 65°17′02″W); nazwa urzędowo zatwierdzona 27 sierpnia 1975.